# Не казвай сбогом
„Не казвай сбогом“ (на английски: Gone Girl) е американски филм от 2014 г., трилър на режисьора Дейвид Финчър. Сценарият е написан от Джилиан Флин по едноименния ѝ роман от 2012 г.

## Сюжет
В центъра на сюжета е млад мъж, който се превръща в основния заподозрян за убийството на съпругата си, която изчезва внезапно от дома им.

## Актьорски състав
| Актьор            | Роля                   |
| ----------------- | ---------------------- |
| Бен Афлек         | Ник Дън                |
| Розамунд Пайк     | Ейми Елиът-Дън         |
| Нийл Патрик Харис | Деси Колингс           |
| Тайлър Пери       | Танър Болт             |
| Кери Кун          | Марго Дън              |
| Ким Дикенс        | детектив Ронда Бони    |
| Патрик Фюджит     | полицай Джеймс Джилпин |
| Миси Пайл         | Елън Абът              |
| Емили Ратаковски  | Анди Фицджералд        |
| Кейси Уилсън      | Ноел Хоторн            |
| Дейвид Кленън     | Ранд Елиът             |
| Лиса Бейнс        | Мерибет Елиът          |
| Лола Кърк         | Грета                  |
| Бойд Холбрук      | Джеф                   |
| Сийла Уорд        | Шарън                  |

## Награди и номинации
| Категория                             | Номиниран(и)                | Резултат                    |
| Оскар (22 февруари 2015 г.)           | Оскар (22 февруари 2015 г.) | Оскар (22 февруари 2015 г.) |
| ------------------------------------- | --------------------------- | --------------------------- |
| Най-добра женска роля                 | Розамунд Пайк               | номинация                   |
| Награда на БАФТА (8 февруари 2015 г.) |                             |                             |
| Най-добра актриса в главна роля       | Розамунд Пайк               | номинация                   |
| Най-добър адаптиран сценарий          | Джилиан Флин                | номинация                   |
| Златен глобус (11 януари 2015 г.)     |                             |                             |
| Най-добър режисьор                    | Дейвид Финчър               | номинация                   |
| Най-добър сценарий                    | Джилиан Флин                | номинация                   |
| Най-добра актриса в драматичен филм   | Розамунд Пайк               | номинация                   |
| Най-добра филмова музика              | Трент Резнър и Атикъс Рос   | номинация                   |
| Сателит (15 февруари 2015 г.)         |                             |                             |
| Най-добър филм                        | Най-добър филм              | номинация                   |
| Най-добър звук                        | Най-добър звук              | номинация                   |
| Най-добър режисьор                    | Дейвид Финчър               | номинация                   |
| Най-добър адаптиран сценарий          | Джилиан Флин                | номинация                   |
| Най-добра актриса                     | Розамунд Пайк               | номинация                   |
| Най-добра филмова музика              | Трент Резнър и Атикъс Рос   | номинация                   |
| Най-добра кинематография              | Джеф Кроненует              | номинация                   |
| Сатурн (25 юни 2015 г.)               |                             |                             |
| Най-добър трилър филм                 | Най-добър трилър филм       | награда                     |
| Най-добра актриса                     | Розамунд Пайк               | награда                     |
| Емпайър (29 март 2015 г.)             |                             |                             |
| Най-добра актриса                     | Розамунд Пайк               | награда                     |
| Най-добър трилър филм                 | Най-добър трилър филм       | номинация                   |
| Най-добър женски дебют                | Кери Кун                    | номинация                   |